# 走れシベリア鉄道
「走れシベリア鉄道」（はしれシベリアてつどう）は、1986年3月にトヤマ出版から出版された「リコーダーのれんしゅう『飛行船の旅』」の中に収録されたリコーダーの練習曲。1985年、平島勉によって作曲された。

## 特徴
それまでのリコーダー練習曲では、リコーダーの歴史に根ざした理由からドイツ民謡等の「バロック様式」が重んじられていたのに対し、この曲は学校教育に利用しやすいように、ピアノ伴奏でたくさんの子供たちが演奏できる様式となっている。このようないわゆる「学校様式」のオリジナルのリコーダー練習曲は日本で初めてのものであった。
長大な鉄路の上を進むシベリア鉄道の様子を、2拍子にのせて「ラ」から「レ」までゆったりと下りてくる音階の旋律で表している。